# Melanopolia ligondesi
Melanopolia ligondesi är en skalbaggsart som beskrevs av Pierre Lepesme 1952. Melanopolia ligondesi ingår i släktet Melanopolia och familjen långhorningar. Inga underarter finns listade i Catalogue of Life.